# Xã Benton, Quận Atchison, Missouri
Xã Benton (tiếng Anh: Benton Township) là một xã thuộc quận Atchison, tiểu bang Missouri, Hoa Kỳ. Năm 2010, dân số của xã này là 23 người.